# Clerodendreae
 (juillet 2025).
Tribu
Les Clerodendreae sont une tribu de plantes à fleurs de la famille des Lamiaceae et de la sous-famille des Ajugoideae.
Le genre type de la tribu est Clerodendrum L.

## Liste des genres
Aegiphila – Amasonia – Clerodendrum – Hosea – Kalaharia – Ovieda – Oxera – Tetraclea – Volkameria

## Publication originale
- Briquet J.I., 1895. Verbenaceae. pp 132–182 in Engler, A. & Prantl, K. (eds.), Die natürlichen Pflanzenfamilien 4. Teil, Abteilung 3a. Wilhelm Engelmann, Leipzig. page 144, 173.